# Vinice (Úvaly)
Vinice je vrch ve Středočeském kraji, okrese Praha-východ. Leží asi 1 km severovýchodně od města Úvaly na jeho katastrálním území. Nachází se ve východní části Říčanské plošiny, konkrétně v části nazývané Úvalská plošina.
S vrcholem v nadmořské výšce 299,1 m n. m. (někdy jsou uváděny údaje 298,8 či 298,5 m n. m.) je Vinice nejvyšším bodem Úval. Měří tak přibližně o pouhé dva výškové metry více než vrch Kostelík, nacházející se na západním okraji území, v Klánovickém lese. Kousek od vrcholu se nachází Park Vinice a opodál také rozhledna s výhledem na město. U ní začíná Alej úvalských dětí, kterou je možné se po městské naučné stezce dostat až k Úvalským menhirům.

## Geologie
U vrcholu se nachází červeně zbarvené břidlice s kolísavým poměrem písčité příměsi. Ze stráně nad Prokůpkovým mlýnem vystupují vrstvy růžových až tmavě červených rohovců, v bývalých, dnes již neexistujících kamenolomech lze spatřit různé odstíny růžové a nažloutlé barvy. Jižní svah je tvořen ordovikem – geologickým útvarem řazeným do prvohorní epochy. Nacházejí se zde křemité rohovce různých barev. Severní svah je tvořen tmavě šedou, jílovo-písčitou břidlicí, která místy přechází do žlutošedých barev. Tato břidlice se výrazně odlišuje od jejích ostatních výskytů, proto pro ni byl v minulosti používán dnes již opuštěný termín břidlice úvalská. Všechny tyto horniny jsou ovšem v současné době z velké míry zakryty usazeninami ze čtvrtohor, kdy se utvořila dnešní podoba krajiny. Jelikož pevnější horniny jsou více odolné vůči přírodním jevům, jsou jimi zpravidla tvořeny nejvyšší vrcholy. Táhlý hřbet Vinice je tak tvořen ordovickými břidlicemi s četnými vložkami velmi odolných silicitů. V blízkosti vrcholu se nacházel dříve jámový kamenolom, produkující díky vlastnostem rohovce vysoce kvalitní a odolný kámen na štěrk, který byl využíván ke stavbě a údržbě silnic v okolí. Lom byl v provozu v letech 1930–1941 a jeho majitelem byl Adam Vojtěchovský.